# Noyarey
Noyarey is een gemeente in het Franse departement Isère (regio Auvergne-Rhône-Alpes). De plaats maakt deel uit van het arrondissement Grenoble. Noyarey telde op 1 januari 2022 2.321 inwoners. 

## Geografie
De oppervlakte van Noyarey bedroeg op 1 januari 2022 16,86 vierkante kilometer; de bevolkingsdichtheid was toen 137,7 inwoners per km².

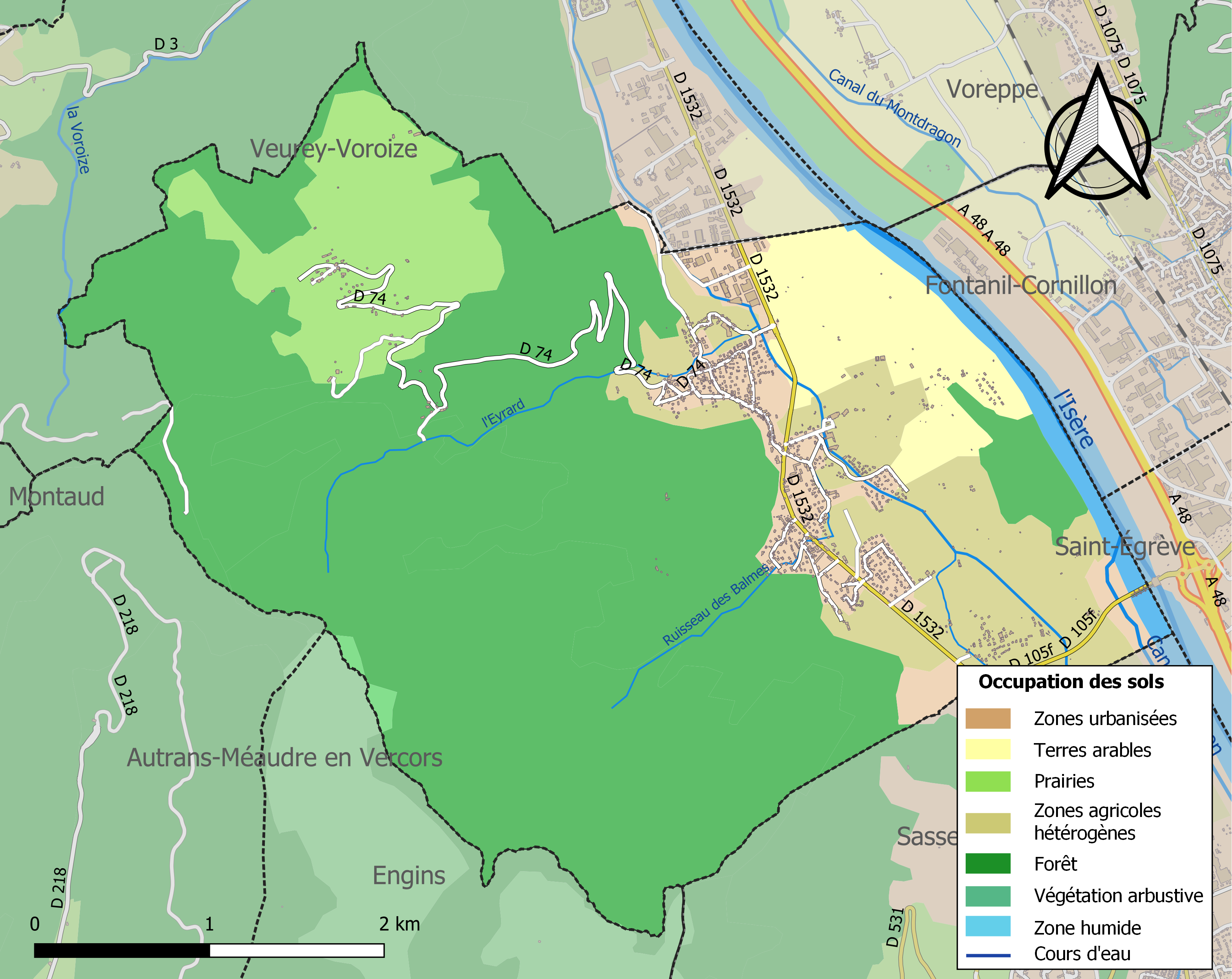
Kaart van de gemeente met de belangrijkste infrastructuur, bodemgebruik en omliggende gemeenten

## Demografie
Onderstaande figuur toont het verloop van het inwonertal (bron: INSEE-tellingen).